# Jeffrey Archer

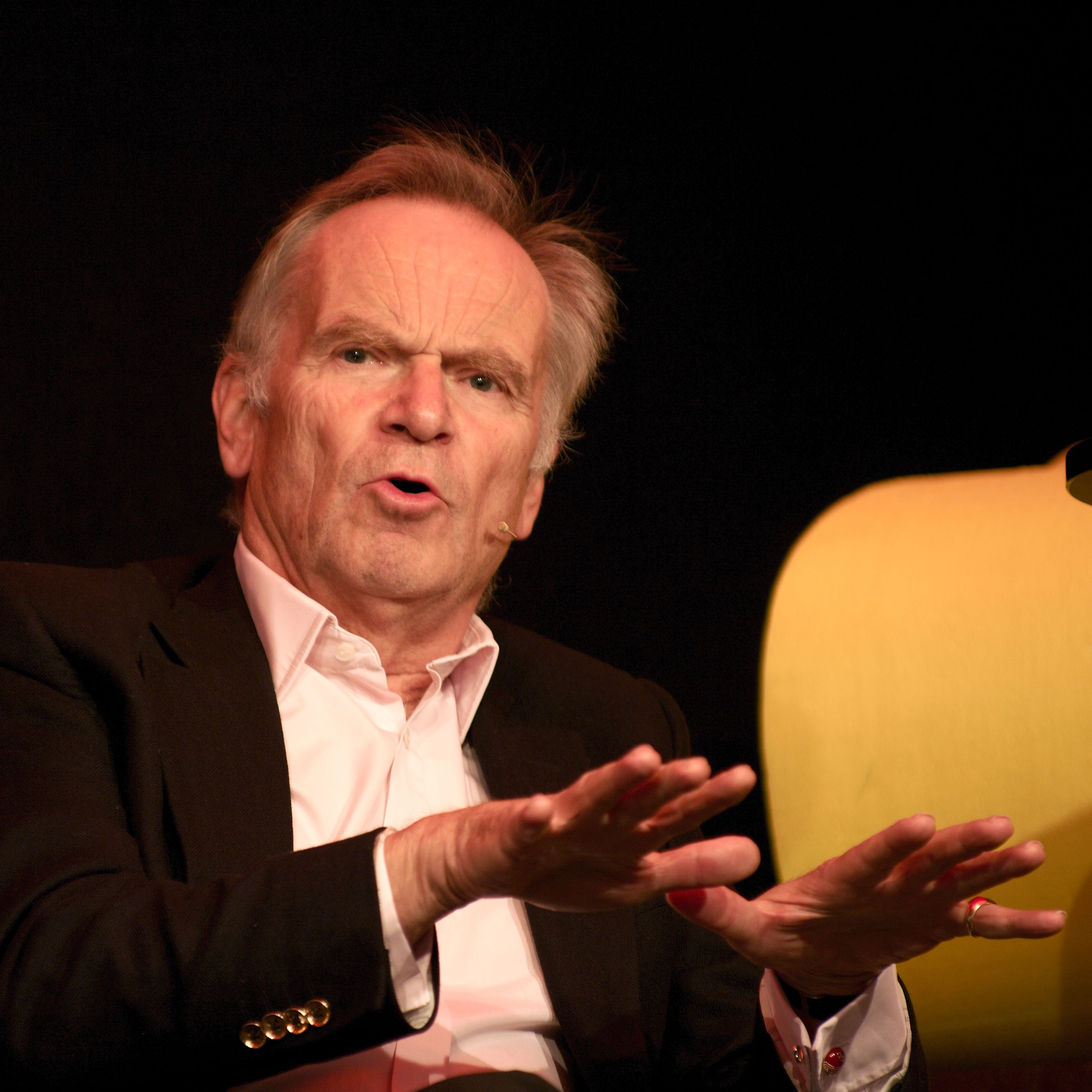
Jeffrey Archer (2012)

Jeffrey Howard Archer, Baron Archer of Weston-super-Mare (* 15. April 1940 in London) ist Schriftsteller von Bestsellern, britischer Politiker und Life Peer.

## Leben
Jeffrey Archer besuchte die Wellington School in Somerset und das Brasenose College in Oxford, Letzteres aber, ohne zu graduieren. Er war von 1969 bis 1974 für die Conservative Party im Wahlkreis Louth in Lincolnshire Abgeordneter  im House of Commons.
Seine erste Erzählung Not a Penny More, Not a Penny Less (dt. Es ist nicht alles Gold, was glänzt) erschien 1974 und war sofort ein Erfolg. Es folgten der Thriller Shall We Tell the President?, dann der Bestseller Kane and Abel und dessen Fortsetzung The Prodigal Daughter. Viele Bücher wie z. B. Ein Mann von Ehre (A Matter Of Honour) wurden in den 1980er Jahren sehr schnell ins Deutsche übersetzt, da sie sich auch im deutschsprachigen Bereich großer Beliebtheit erfreuten. A Quiver Full of Arrows, A Twist in the Tale und Twelve Red Herrings sind jeweils eine Sammlung von Kurzgeschichten aus Archers Feder.
1992 wurde er als Baron Archer of Weston-super-Mare, of Mark im County of Somerset, zu einem Life Peer ernannt und ist dadurch seither Mitglied des House of Lords.
Während der Wahl zum Oberbürgermeister von London, bei der er zunächst Kandidat der Conservative Party war, wurde er Anfang 2000 wegen Meineides angeklagt und zu einer mehrjährigen Gefängnisstrafe verurteilt. Während seiner Zeit im Gefängnis schrieb er ein dreiteiliges, von Kritikern gepriesenes Gefängnistagebuch (The Prison Diaries). Er wurde am 4. Februar 2000 für die Dauer von fünf Jahren aus der Conservative Party ausgeschlossen und war daraufhin parteiloses (non-affiliated) Mitglied des House of Lords.
Jeffrey Archer lebt zurzeit in Lambeth (London) und in The Old Vicarage im Dorf Grantchester bei Cambridge, ein durch ein Gedicht von Rupert Brooke berühmtes Haus. Archer ist verheiratet und hat zwei Söhne.

## Auszeichnungen
- 2014: International Recognition Award des Irish Book Awards

## Werke

### Romane
- Es ist nicht alles Gold, was glänzt. Schneekluth, München 1976, ISBN 3-7951-0407-6. (Not a penny more, not a penny less, 1974)
- Kains Erbe. Heyne, München 2018, ISBN 978-3-453-42205-6 (Shall we tell the president? 1977)
- Attentat. Zsolnay, Wien/Hamburg 1980, ISBN 3-552-03200-2.
- Kain und Abel. Zsolnay, Wien/Hamburg 1981, ISBN 3-552-03302-5. (Kane and Abel, 1979)
- Abels Tochter. Zsolnay, Wien/Hamburg 1983, ISBN 3-552-03514-1. (The prodigal daughter, 1982)
- Rivalen. Zsolnay, Wien/Hamburg 1985, ISBN 3-552-03714-4. Zeit der Rivalen. Heyne, München 2021, ISBN 978-3-453-47153-5 (First among equals, 1984)
- Ein Mann von Ehre. Bastei-Lübbe, Bergisch Gladbach 2002, ISBN 3-404-14710-3. (A matter of honour, 1986)
- Der Aufstieg. Bastei-Lübbe, Bergisch Gladbach 1991, ISBN 3-7857-0559-X. (As the crow flies, 1991)
- Falsche Spuren. Bastei-Lübbe, Bergisch Gladbach 1995, ISBN 3-404-12428-6. (Twelve red herrings, 1984)
- Die Stunde der Fälscher. Bastei-Lübbe, Bergisch Gladbach 1995, ISBN 3-404-12379-4. (Honour among thieves, 1993)
- Imperium. Bastei-Lübbe, Bergisch Gladbach 1998, ISBN 3-7857-0885-8. (The fourth estate, 1996)
- Das elfte Gebot. Bastei-Lübbe, Bergisch Gladbach 2000, ISBN 3-7857-0994-3. (The eleventh commandment, 1998)
- Die Farbe der Gier. Scherz, Frankfurt am Main 2007, ISBN 978-3-502-18094-4. (False impression, 2005)
- Das Evangelium nach Judas von Benjamin Ischkariot. Scherz, Frankfurt am Main 2007, ISBN 978-3-502-18100-2. (The gospel according to Judas by Benjamin Iscariot, 2007)
- Die Kandidaten. Scherz, Frankfurt am Main 2008, ISBN 978-3-596-16324-3. (Sons of fortune, 2002)
- Das letzte Plädoyer. Scherz, Frankfurt am Main 2011, ISBN 978-3-502-10207-6. (A prisoner of birth, 2008)
- Berg der Legenden. Scherz, Frankfurt am Main 2012, ISBN 978-3-502-10212-0. (Paths of glory, 2009)
- Traum des Lebens. Heyne, München 2018, ISBN 978-3-641-22712-8. (Heads You Win, 2018)

#### Die Clifton-Saga
1. Spiel der Zeit. Heyne, München 2015, ISBN 978-3-453-47134-4. (Only Time Will Tell, The Clifton Chronicles 1, 2011)
2. Das Vermächtnis des Vaters. Heyne, München 2015, ISBN 978-3-453-47135-1. (The Sins of the Father, The Clifton Chronicles 2, 2012)
3. Erbe und Schicksal. Heyne, München 2016, ISBN 978-3-453-47136-8. (Best Kept Secret, The Clifton Chronicles 3, 2013)
4. Im Schatten unserer Wünsche. Heyne, München 2016, ISBN 978-3-453-41991-9. (Be Careful For What You Wish For, The Clifton Chronicles 4, 2014)
5. Die Wege der Macht. Heyne, München 2017, ISBN 978-3-453-41992-6. (Mightier Than The Sword, The Clifton Chronicles 5, 2015)
6. Möge die Stunde kommen. Heyne, München 2017, ISBN 978-3-453-42167-7. (Cometh the Hour, The Clifton Chronicles 6, 2016)
7. Winter eines Lebens. Heyne, München 2017, ISBN 978-3-453-42177-6. (This Was a Man, The Clifton Chronicles 7, 2016)

#### Die Warwick-Saga
1. Schicksal und Gerechtigkeit. Heyne, München 2019, ISBN 978-3-641-25372-1. (Nothing Ventured, The Warwick-Chronicles 1 2019)
2. Klang der Hoffnung. Heyne, München 2020, ISBN 978-3-641-25373-8. (Hidden in Plain Sight, The Warwick-Chronicles 2 2020)
3. Blindes Vertrauen. Heyne, München 2022, ISBN 978-3-453-47184-9. (Turn a Blind Eye, The Warwick-Chronicles 3, 2021)
4. Ewige Feinde. Heyne, München 2022, ISBN 978-3-453-42694-8. (Over My Dead Body, The Warwick-Chronicles 4, 2021)
5. Über dem Gesetz. Heyne, München 2023, ISBN 978-3-453-42695-5. (Next in Line, The Warwick-Chronicles 5, 2022)
6. Im Auftrag der Krone. Heyne, München 2024, ISBN 978-3-453-42696-2. (Traitor's Gate, The Warwick-Chronicles 6, 2023)

### Kurzgeschichten
- Die chinesische Statue und andere Überraschungen. Zsolnay, Wien/Hamburg 1984, ISBN 3-552-03615-6. (A quiver full of arrows, 1980)
- Der perfekte Dreh. Bastei-Lübbe, Bergisch Gladbach 1989, ISBN 3-404-15063-5. (A twist in the tale, 1989)
- The collected short stories, 1997.
- Verbrechen lohnt sich. Bastei-Lübbe, Bergisch Gladbach 2003, ISBN 3-404-14849-5. (To cut a long story short, 2000)
- Der gefälschte König. Scherz, Frankfurt am Main 2008, ISBN 978-3-502-18095-1. (Cat o’nine tales, 2006)
- And thereby hangs a tale, 2010.
- The new collected short stories, 2011.

### Theaterstücke
- 1987: Beyond reasonable doubt
- 1989: Exclusive
- 2000: The accused

### Gefängnistagebücher
- Volume one - Belmarsh: Hell, 2002.
- Volume two - Wayland: Purgatory, 2003.
- Volume three - North sea camp: Heaven, 2004.

### Drehbücher
- Mallory: Walking off the map.
- False impression.